# Cuarteto Flores
El Cuarteto Flores o Cuarteto de Pedro Flores fue un conjunto musical de música tropical fundado por Pedro Flores en Nueva York, en los años treinta.

## Historia
El grupo surgió de la necesidad del compositor puertorriqueño Pedro Flores de fundar una agrupación que pudiera competir con el Trío Borinquen de Rafael Hernández.
El Cuarteto Flores estuvo compuesto, en su primera formación por el propio Flores junto a Pedro Marcano, Ramón Quirós, Davilita, Yayito y Pellín.También formaron parte del grupo artistas como Panchito Riset y Johnny Rodríguez.
El grupo realizó sus primeras grabaciones en el 1930.  Aunque la agrupación cambió de formato a sexteto y más tarde se convirtió en toda una orquesta, mantuvo su nombre de Cuarteto Flores.
Flores confrontó problemas con su casa editora y dejó el cuarteto para irse a México y más tarde a Cuba donde viviría por varios años.  Lamentablemente, no mantuvo la popularidad de años anteriores.
A su retorno a Nueva York, refundó su cuarteto siendo dirigido esta vez por Moncho Usera, con la voces de Doroteo Santiago y Chencho Moraza .  En esta etapa, el grupo contó también con la participación de los cantantes puertorriqueños Daniel Santos y Myrta Silva.